# Olios coccineiventris
Olios coccineiventris är en spindelart som först beskrevs av Simon 1880.  Olios coccineiventris ingår i släktet Olios och familjen jättekrabbspindlar. Inga underarter finns listade i Catalogue of Life.